# Southstar
Leon Kirschnek, beter bekend onder zijn artiestennaam Southstar, is een Duits dj en muziekproducent.

## Biografie
Kirschnek begon in 2021 met het uitbrengen van nummers op Spotify onder de naam Southstar. Eerder was hij al actief als trap instrumentalist voor rapper Joje. Southstars eerste release was de ep Green Lights, uitgebracht in 2022 in Low-fi House. Hetzelfde jaar volgde een tweede ep Matrix in het genre eurodance.
In mei 2022 bracht Southstar in eigen beheer de single Miss You uit, een coverversie van het nummer Jerk van Oliver Tree. Geruchten gingen dat Warner Music Group geen goedkeuring verleende en deze in juli 2022 opnieuw werd uitgebracht via Sony Music Entertainment als gevolg van Southstars groeiende populariteit op TikTok. Voor deze cover mixte hij trap en grunge in een house die deed denken aan happy hardcore. Net als een eerdere release van een coverversie van We Are the People. Het nummer behaalde de derde plek in de Duitse single trend hitlijst op 9 september 2022 en kwam op 16 september 2022 eveneens binnen in de Duitse Top 100 Singlecharts op nummer 96.
De Duitse dj Robin Schulz, die onder contract staat bij Warner Records, bracht in samenwerking met Oliver Tree een vrijwel identieke versie van Miss You uit zonder vermelding van Southstar. Het nummer verschilt enkel in Tree's zang en individuele beatelementen. Het leidde tot kritiek van Southstar zelf en andere muzikanten als Bausa en Prinz Pi. Stefan Dabruck, de manager van Robin Schulz, liet weten dat het de bedoeling was om te irriteren en hij dit buiten Schulz om had besloten, die hoopte tot een gezamenlijke remix te kunnen komen. Het Duitse redactienetwerk RND classificieerde de versie van Schulz als een vergelding nadat Southstar zijn eigen versie had uitgebracht zonder de benodigde rechten op het originele nummer te bezitten. In augustus 2022 bracht Southstar een muziekvideo uit van zijn versie van Miss You.
Door de controverse wist Southstars versie van Miss You de zesde plaats in de top 100 single-charts te behalen. Ook werkte hij samen met Ski Aggu waarmee hij de single Hubba bubba uitbracht. Begin 2023 werkte Southstar voor een nieuwe versie van We Are the People samen met Empire of the Sun. Deze verscheen eerder op Southstars ep Matrix, maar werd later hiervan verwijderd.
Southstar staat sinds 9 april 2022 onder contract bij Warner Music Group.

## Discografie

### EP's
| Jaar | Titel                           |
| ---- | ------------------------------- |
| 2021 | Blue Tape                       |
| 2022 | Green Lights                    |
| 2022 | Matrix                          |
| 2022 | Backseat Tape                   |
| 2023 | Dunes                           |
| 2024 | Don't Stop (met DH Heartstring) |
| 2024 | Digital Chaos                   |

### Singles
| Jaar | Titel                                        |
| ---- | -------------------------------------------- |
| 2022 | Miss You                                     |
| 2023 | We Are the People (met Empire of the Sun)    |
| 2023 | By the End of the Night (met Ellie Goulding) |
| 2023 | Typa Girl                                    |
| 2023 | Wild Ones (Flo Rida en Sia cover)            |
| 2023 | Cover Up My Face                             |
| 2023 | Disfruto (met Carla Morrison)                |
| 2024 | Set Me Free (met Cosby & Sebo)               |
| 2024 | I Like the Way You Kiss Me (Artemas cover)   |
| 2024 | Baianá                                       |
| 2025 | Headbanger                                   |
| 2025 | Needed You                                   |

- MusicBrainz: 409f3135-25e2-40c9-87a2-4d769dd134c5